# Great Dane Airlines
Great Dane Airlines A/S var ett danskt flygbolag baserat i Ålborg i Danmark. Flygbolaget grundades 2018 och startade sin verksamhet med charter- och reguljärflyg i juni 2019. Great Dane Airlines upphörde med verksamheten den 11 oktober 2021, när flygbolaget begärdes i konkurs.

## Historia
Bolaget etablerades 2018 för att flyga charterflyg åt en rad danska researrangörer, initialt med en flotta på två 118-sits Embraer 195 flygplan köpta från Stobart Air, åtta piloter och tolv kabinanställda. Flygbolaget genomförde sin första flygning den 14 juni 2019 med  ett charterflyg från Ålborg till Rhodos medan dess första reguljärflyg var från Ålborg till Dublin den 21 juni 2019.
Flygbolaget ägdes ursprungligen av Thomas Hugo Møller och Huy Duc Nguyen. Den senare avgick från sina poster som styrelseledamot, verkställande direktör och ägare i mars 2019 efter att en tidning avslöjat överdrifter i hans CV. I mars 2019 investerade Eigild Bødker Christensen i Great Dane Airlines (via SEBC II ApS), och bolaget blev  samägt av Thomas Hugo Møller (10 %) och Eigild Bødker Christensen (90 %).
Mellan september 2020 och maj 2021 leasade flygbolaget ut två av sina flygplan till det nystartade flygbolaget Bamboo Airways.
Den 11 oktober 2021 ansökte Great Dane Airlines om konkurs och upphörde med all verksamhet.

## Destinationer
Great Dane Airlines opererade charterflyg till följande destinationer:
| Land           | Stad              | Flygplats                           | Anteckningar | Refs   |
| -------------- | ----------------- | ----------------------------------- | ------------ | ------ |
| Danmark        | Ålborg            | Ålborgs flygplats                   | Bas          | [ 13 ] |
| Grekland       | Kreta             | Chanias internationella flygplats   |              | [ 14 ] |
| Grekland       | Rhodos            | Rhodos internationella flygplats    |              | [ 14 ] |
| Grekland       | Preveza           | Preveza flygplats                   |              | [ 14 ] |
| Irland         | Dublin            | Dublin flygplats                    |              | [ 14 ] |
| Italien        | Bologna           | Bolognas internationella flygplats  |              | [ 14 ] |
| Italien        | Neapel            | Neapels internationella flygplats   |              | [ 14 ] |
| Kroatien       | Dela              | Split flygplats                     |              | [ 14 ] |
| Kroatien       | Rijeka            | Rijeka flygplats                    |              | [ 14 ] |
| Kroatien       | Zadar             | Zadar flygplats                     |              | [ 14 ] |
| Norge          | Lakselv           | Lakselv flygplats                   |              | [ 14 ] |
| Portugal       | Madeira           | Funchals flygplats                  |              | [ 14 ] |
| Portugal       | Lissabon          | Lissabons internationella flygplats |              | [ 14 ] |
| Spanien        | Palma de Mallorca | Palma de Mallorca flygplats         |              | [ 14 ] |
| Storbritannien | Edinburgh         | Edinburgh flygplats                 |              | [ 14 ] |
| Turkiet        | Alanya            | Gazipaşa flygplats                  |              | [ 14 ] |

## Flotta

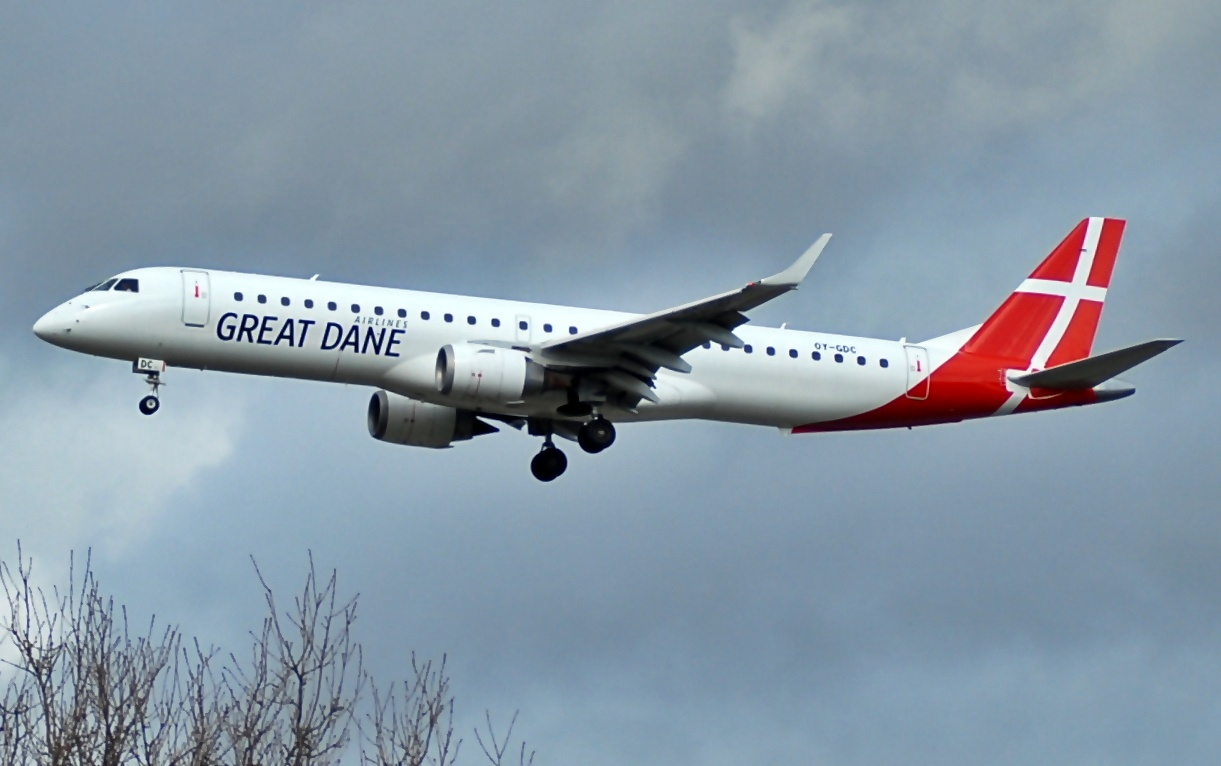
Great Dane Airlines Embraer 195

Vid sin konkurs i oktober 2021 opererade Great Dane Airlines följande flygplan:
| Flygplan    | I tjänst | Order | Passagerare | Övrigt |
| ----------- | -------- | ----- | ----------- | ------ |
| Embraer 195 | 3        | —     | 118         |        |
| Totalt      | 3        | —     |             |        |